# Święty Benedykt (obraz El Greca)
Święty Benedykt – obraz olejny hiszpańskiego malarza pochodzenia greckiego Dominikosa Theotokopulosa, znanego jako El Greco. Dzieło zdobi ołtarz kościoła bernardynów Santo Domingo de Silos w Toledo.
Portret św. Benedykta wisiał nad wizerunkiem Świętego Jana Ewangelisty z prawej strony ołtarza. Po jego przeciwnej stronie znajdował się portret św. Bernarda.
Benedykt był założycielem żeńskiego klasztoru w Toledo. El Greco przedstawił go w bardzo realistyczny sposób, z wyraźnymi rysami twarzy i z szerokimi ustami opadającymi z jednej strony. Podobny grymas twarzy artysta umieszczał u wszystkich świętych do których miał osobisty stosunek. Święty został namalowany w czarnym benedyktyńskim habicie. W lewej dłoni trzyma rzeźbiony pastorał, namalowany z flamandzką dokładnością. Prawa ręka opuszczona z wyraźnym gestem ku dołowi ma wskazywać prawdopodobnie na tabernakulum znajdujące się w centrum ołtarza. Realistycznie przedstawione zmarszczone czoło, kępka włosów na czole i pastorał zaznaczone są dodatkowo kontrastem cieni i światła modelujących obraz.